# 아드난 야누자이
아드난 야누자이(\, 1995년 2월 5일 ~ )는 벨기에의 축구 선수로, 현재 튀르키예 쉬페르리그의 이스탄불 바샥셰히르 소속이다. 포지션은 윙어이다.
그는 벨기에 축구팀 안데를레흐트에서 선수 생활을 시작하였으며, 2011년에 16세의 나이로 맨체스터 유나이티드에 입단하였다.
국적 논란 끝에 모국 벨기에를 선택하여 벨기에 축구 국가대표팀에 합류할 수 있게 되었다.
참고로 야누자이의 국적은 벨기에, 코소보, 잉글랜드, 터키, 세르비아, 크로아티아 총 8개다

## 팀 경력
등번호는 15번이다. 그는 2011년 1월 7일에 맨체스터 유나이티드 유스팀에 합류했고, 2013년 8월 11일 위건과의 커뮤니티 쉴드 경기에서 데뷔 경기를 가졌다.
야누자이는 2013년 10월 6일에 벌어진 선더랜드 원정 경기 때, 팀이 0-1로 끌려간 상태에서 2골 폭발하며 팀을 2-1 역전승을 이끄는 활약상 덕분에 맨유 홈페이지에서 이날의 최우수선수(MOM,Man of the match)로 선정되기도 하였다.
모예스 맨유 감독은 경기 후 야누자이에 대해 "에버턴 시절 16살 웨인 루니의 강렬한 데뷔전이 떠오른 경기였다. 야누자이는 앞으로 루니의 길을 걸을 것"이라며 "야누자이는 정상급 퀄리티를 가지고 있다"고 극찬했다.
그리고, 2013년 12월 22일에 벌어진 영국 맨체스터의 올드 트래퍼드에서 열린 웨스트햄과의 2013-14 프리미어리그 17라운드 홈경기에서 결승골을 넣었고, 자신의 EPL시즌 3호골 기록과 함께 팀을 3-1 승리를 이끌었다.
그 이후, 기존의 등번호 44번에서 현재 맨유 수석코치인 라이언 긱스가 선수 시절 23년 동안 썼던 등번호 11번으로 물려받았다.
그러나, 루이스 판 할 감독이 맨유로 부임한 이후, 주전 경쟁에 밀려 판 할의 선택을 받지 못해 출전 수가 줄어들었고, 선덜랜드를 비롯한 타 구단의 임대 이적설이 나돌기도 하였다.
하지만, 8월 15일(한국시각 새벽)에 열린 아스톤 빌라와의 원정경기에서 결승골을 기록하여, 팀의 1-0 승리를 안겼으며, 특히, 야누자이는 2013-14 시즌 이후, 무려 16개월 만에 골을 기록하게 되었다.
그 이후에도, 루이스 판 할 감독의 체제에서는 많은 기회를 받지 못해 이번 시즌에도 기대에 못 미치는 모습을 보였다. 결국, 맨유는 야누자이의 성장을 위해 임대로 활약할 팀을 물색한 끝에 이적시장 마감 전인 9월 1일에 도르트문트로 한 시즌 동안 임대 이적하였다.
그러나, 오바메양, 마르코 로이스, 카가와 신지에게 밀려 무득점에 그쳤으며, 결국 도르트문트에서 임대를 마치고, 맨유로 조기 복귀하였다.
하지만, 2015-16 시즌 후, 무리뉴가 맨유 감독으로 부임하면서 1군 전력에서 완전히 배제되었고, 맨유 시절 은사인 모예스 감독이 있는 선덜랜드로 임대이적하였다. 그 후, 야누자이는 2017년 7월 12일(한국시각)에 레알 소시에다드로 5년 계약을 맺고 이적하였다.

## 국가대표 경력
야누자이는 자신이 태어난 벨기에, 부모가 태어난 코소보, 자신의 혈통인 알바니아에서 뛸 수 있는 자격이 있었다. 어머니는 코소보, 크로아티아 이중 국적이기 때문에 크로아티아도 가능했다. 조부모는 터키, 세르비아 국적을 가지고 있어 터키, 세르비아도 가능했다. 또한, 만 18세부터 영국에서 5년 이상 거주하면 잉글랜드, 웨일스, 스코틀랜드, 북아일랜드 중 한 팀에서 뛸 수 있었다.
코소보와 벨기에는 야누자이의 대표팀 소집을 요청했으나, 야누자이는 코소보와 벨기에 대표팀 소집 제안을 거절하였다. 2014년에 공개된 영국 언론의 기사에 따르면 야누자이는 잉글랜드 대표팀에서 뛰기 위해 귀화를 추진 중이었다고 한다. 고심 끝에 야누자이는 2014년 4월 24일에 자신이 나고 자란 벨기에를 선택하였다. 2014년 5월 27일, 그는 룩셈부르크와의 경기에서 벨기에 국가대표 첫 데뷔전을 치렀다.

## 통계
기록은 2017년 5월 21일 기준
| 팀                         | 시즌    | 리그         | 리그 | 리그 | 컵   | 컵 | 리그컵 | 리그컵 | 유럽1 | 유럽1 | 그 외2 | 그 외2 | 합계 | 합계 |
| 팀                         | 시즌    | 디비전       | 출장 | 골   | 출장 | 골 | 출장   | 골     | 출장  | 골    | 출장   | 골     | 출장 | 골   |
| -------------------------- | ------- | ------------ | ---- | ---- | ---- | -- | ------ | ------ | ----- | ----- | ------ | ------ | ---- | ---- |
| 맨체스터 유나이티드        | 2012–13 | 프리미어리그 | 0    | 0    | 0    | 0  | 0      | 0      | 0     | 0     | —      | —      | 0    | 0    |
| 맨체스터 유나이티드        | 2013–14 | 프리미어리그 | 27   | 4    | 1    | 0  | 4      | 0      | 2     | 0     | 1      | 0      | 35   | 4    |
| 맨체스터 유나이티드        | 2014–15 | 프리미어리그 | 18   | 0    | 2    | 0  | 1      | 0      | —     | —     | —      | —      | 21   | 0    |
| 맨체스터 유나이티드        | 2015–16 | 프리미어리그 | 5    | 1    | 0    | 0  | 0      | 0      | 2     | 0     | —      | —      | 7    | 1    |
| 맨체스터 유나이티드        | 2016–17 | 프리미어리그 | 0    | 0    | 0    | 0  | 0      | 0      | 0     | 0     | 0      | 0      | 0    | 0    |
| 맨체스터 유나이티드        | 합계    | 합계         | 50   | 5    | 3    | 0  | 5      | 0      | 4     | 0     | 1      | 0      | 63   | 5    |
| 보루시아 도르트문트 (임대) | 2015–16 | 분데스리가   | 6    | 0    | 1    | 0  | —      | —      | 5     | 0     | —      | —      | 12   | 0    |
| 선덜랜드 (임대)            | 2016–17 | 프리미어리그 | 25   | 0    | 2    | 0  | 1      | 1      | —     | —     | —      | —      | 28   | 1    |
| 합계                       | 합계    | 합계         | 81   | 5    | 6    | 0  | 6      | 1      | 9     | 0     | 1      | 0      | 103  | 6    |

- 1.^  UEFA 챔피언스리그, UEFA 유로파리그 포함
- 2.^  FA 커뮤니티 실드 포함

## 수상
맨체스터 유나이티드
- FA 커뮤니티 실드 (1): 2013

레알 소시에다드
- 코파 델 레이 2019–20

 벨기에
- FIFA 월드컵 : 3위 (2018)

개인
- 2018년 FIFA 월드컵 맨 오브 더 매치 : vs. 잉글랜드 (조별리그)

## 특이사항
잉글랜드의 여자 가수인 털리사 콘토스타블로스와 열애설이 났지만 데이비드 모예스 감독과 그의 아버지가 이 사실을 전면 부인했다고 한다.